# Erdbeerfröschchen
Das Erdbeerfröschchen (Oophaga pumilio, Syn.: Dendrobates pumilio) ist eine Art aus der Familie der Baumsteigerfrösche (Dendrobatidae).

## Beschreibung
Erdbeerfröschchen erreichen eine Körpergröße von lediglich 17,2–22 Millimeter und fressen nur kleine Insekten. Ihre oft erdbeerrote Körperfärbung dient als Warnfarbe (Aposematismus). Daneben treten zahlreiche Farbvariationen auf, von denen 15 bis 30 unterschieden werden. Dabei handelt es sich um einen Polymorphismus.

## Verbreitung
Der Lebensraum der Erdbeerfröschchen umfasst die Tropen und Subtropen an der Atlantikküste von Nicaragua (Süden) über Costa Rica bis in die Mitte von Panama in Mittelamerika. Ihre Vorkommen liegen überwiegend auf dem Land in feuchten Flachgebieten und gebirgsnahen Waldgebieten, größere Populationen finden sich aber auch auf Ruderalflächen wie Plantagen.
Die Frösche sind auffallend aggressiv, wohnen nicht eng beinander, sind Bodenbewohner aber trotzdem klettern sie gerne in der Nähe von vielen Verstecken. Tagsüber leben sie bei 25–28 Grad, nachts fällt die Temperatur auf 22 Grad ab und das bei 80–90 Prozent Luftfeuchtigkeit. Von Mai  bis September ist es aufgrund der Regenzeit feuchter.

## Ernährung und Hautgift
Erdbeerfröschchen ernähren sich hauptsächlich von Schuppenameisen, daneben werden kleine Gliederfüßer, Käfer und Schnabelkerfe angenommen.
Wie viele andere Baumsteigerfrösche sondert auch das Erdbeerfröschchen Gift über die Hautoberfläche ab. Hauptkomponenten der toxischen Alkaloide sind Pumiliotoxine und Allopumiliotoxine. Insbesondere auf der Ameisenkost beruht die Fähigkeit zur Giftakkumulation. Schuppenameisen wie die Gattungen Brachymyrmex und Paratrechina produzieren neben Ameisensäure die giftigen Alkaloide Pumiliotoxine. Da die Fröschchen aber selber keine Gifte produzieren können und sie für die Giftakkumulation auf ihre Nahrung angewiesen sind, bleiben sie in Gefangenschaft ohne Fütterung mit Schuppenameisen giftfrei.
Da sich die Habitate der Erdbeerfröschchen nicht mit denen bestimmter Ameisenarten decken, sind die Hautgifte ziemlich variabel, auch zwischen den Geschlechtern gibt es Unterschiede. 232 toxische Alkaloide wurden in der Haut von Erdbeerfröschchen identifiziert.

## Verhalten
Erdbeerfröschchen sind tagaktiv und überwiegend landbewohnend. Oft halten sie sich im Laubstreu auf. Männchen sind sehr standorttreu und bewachen kleine Reviere. Verbreitung und Territoriumsbildung der Erdbeerfröschchen hängen wahrscheinlich von der Verbreitung der bevorzugten Ameisen ab. Der Ruf des Männchens erinnert an das Summen einer Biene.

## Fortpflanzung

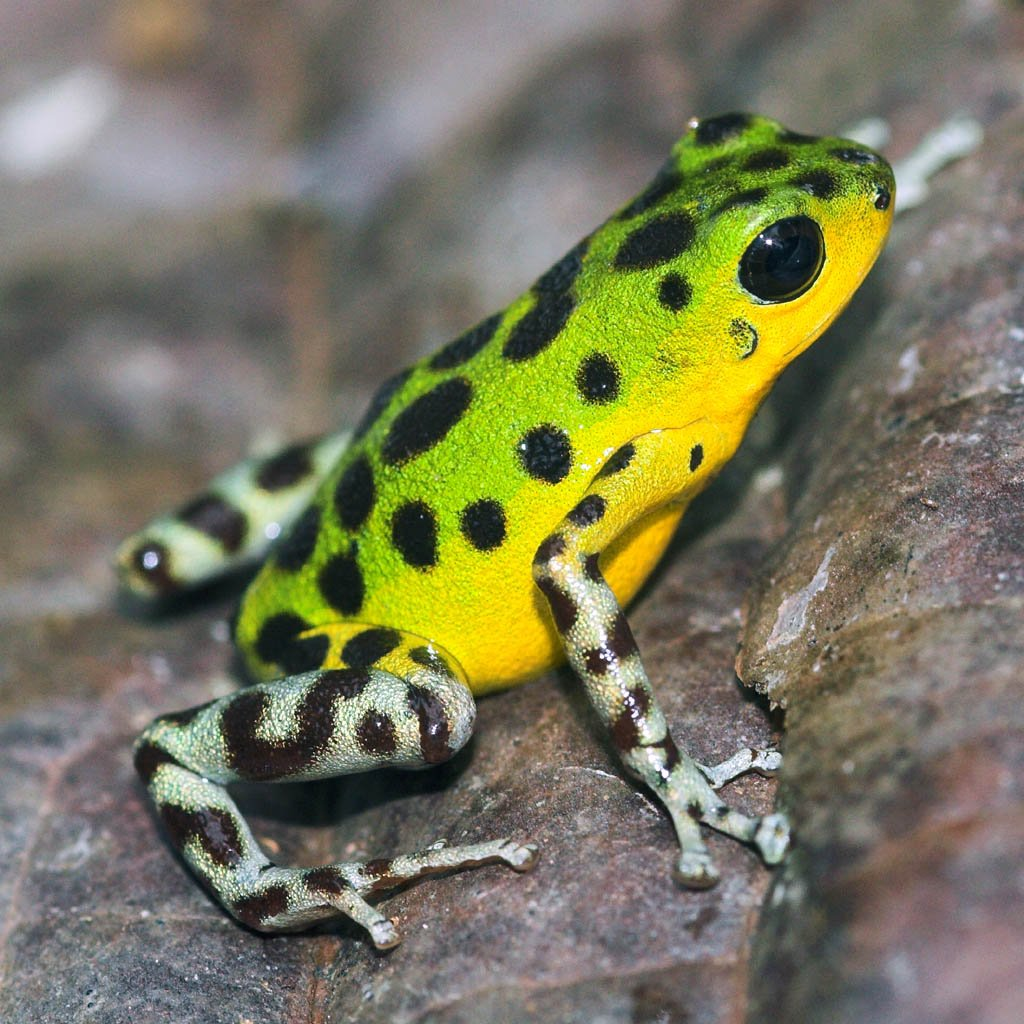
Erdbeerfröschchen in der „La Gruta“-Farbvariante aus der Provinz Colón, Panama

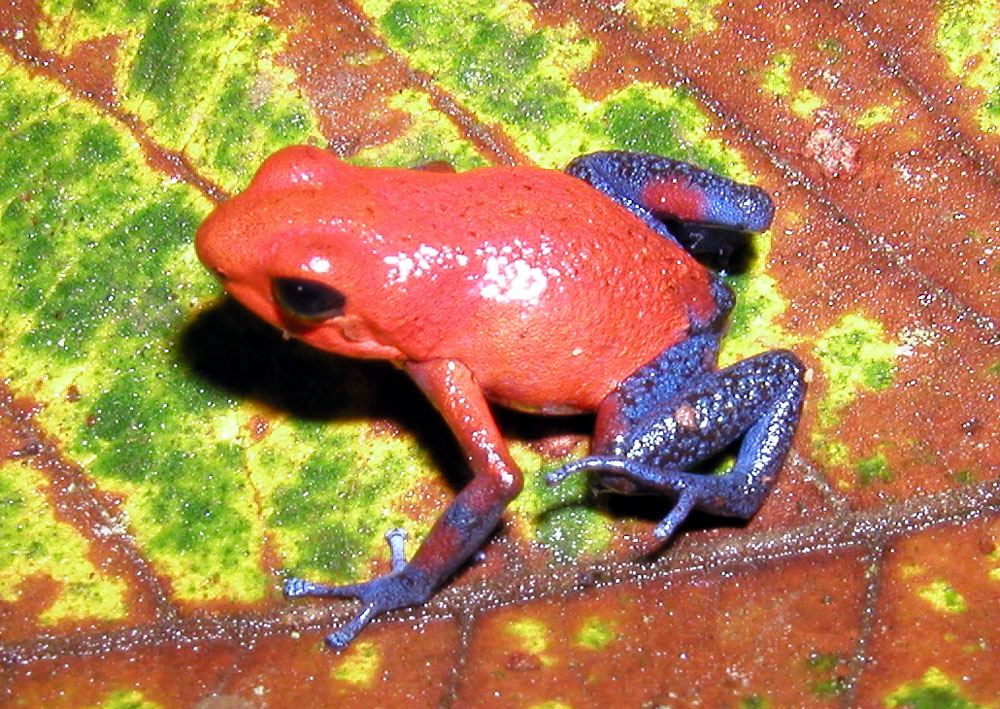
Erdbeerfröschchen in der „Blue jeans“-Farbvariante

Anders als bei den meisten Fröschen findet keine Umklammerung der Weibchen durch die Männchen statt (Amplexus), sondern die Partner nähern sich bäuchlings (ventral) einander. Die Weibchen platzieren dann 3–5 Eier auf einem überwiegend trockenen Bromelientrichter oder ähnlichem, und die Männchen besamen die Eier.
Danach werden die befruchteten Eier durch das männliche Elterntier bewacht und täglich mit Wasser befeuchtet, welches es in seiner Kloake transportiert. Die Kaulquappen schlüpfen nach etwa 10 Tagen. Das Froschweibchen transportiert jeweils eine Kaulquappe auf ihrem Rücken, um sie einzeln in wassergefüllten Bromelientrichtern (Phytotelma) abzusetzen. In Gefangenschaft wurden selten auch Männchen dabei beobachtet.
Die Brutpflege durch die Mutter dauert ungefähr sechs Wochen. Jede Bromelie wird einzeln im Abstand weniger Tage von der Froschmutter aufgesucht, die für ihren Nachwuchs jeweils mehrere Abortiveier, bzw. unbefruchtete Nähreier  produziert., Die intensive Pflege wird durch den hohen Laichverlust erklärt: nur 5–12 % der Eier entwickeln sich zu Kaulquappen. Das Erdbeerfröschchen ist die erste Froschart, bei der ein derartiges Brutpflegeverhalten beobachtet wurde.
In Gefangenschaft wurden der Versuch unternommen die Kaulquappen mit Algen oder Laich anderer Frösche zu füttern, mit geringem Erfolg. Erdbeerfröschchenlarven sind obligate Eierfresser, der neue Gattungsname Oophaga ‚Eierfresser‘, nimmt direkt auf die Ernährung der Kaulquappen durch Oophagie Bezug.
Nach etwa einem Monat machen die Erdbeerfröschchenkaulquappen innerhalb weniger Tage eine Metamorphose durch. Solange bleiben sie noch in der Nähe ihrer Bromelie.

## Evolution
Vermutlich erfolgte die Entwicklung der elterlichen Pflegefürsorge erst nach Schließung der mittelamerikanischen Landverbindung im Pliozän.

## Einzelbelege
1. 1 2  
J. M. Savage: The amphibians and reptiles of Costa Rica. University of Chicago Press, Chicago and London 2002.
2. 1 2  Gerti Keller, Eva-Grit Schneider: Pfeilgiftfrösche (= Ihr Hobby). Neuaufl. Auflage. Ulmer, Stuttgart (Hohenheim) 2015, ISBN 978-3-8001-0319-5, S. 70.
3. ↑  K. Summers, T. W. Cronin, T. Kennedy: Variation in spectral reflectance among population of Dendrobates pumilio, the strawberry poison frog, in the Bocas del Toro Archipelago, Panama. In: Journal of Biogeography. Band 30, 2002, S. 35–53.
4. 1 2 3 4 5 6  
Konrad Staudt et al.: Foraging behaviour and territoriality of the strawberry poison frog (Oophaga pumilio) in dependence of the presence of ants. In: Amphibia-Reptilia. Band 31, Nr. 2, 2010, S. 217–227. doi:10.1163/156853810791069100.
5. ↑  J. W. Daly, C. W. Myers: Toxicity of Panamanian poison frogs (Dendrobates): some biological and chemical aspects. In: Science. Band 156, 1967, S. 970–973.
6. 1 2  
Ralph A. Saporito et al.: Spatial and temporal patterns of alkaloid variation in the poison frog Oophaga pumilio in Costa Rica and Panama over 30 years. In: Toxicon. Band 50, Nr. 6, 2007, S. 757–778.
7. 1 2  
T. Grant et al.: Phylogenetic systematics of dart-poison frogs and their relatives (Amphibia, Athesphatanura, Dendrobatidae). In: Bulletin of the American Museum of Natural History. Band 299, 2006, S. 1–262.
8. ↑  N. Cohen, R. Stebbins: A natural history of Amphibians, Princeton University Press, Princeton, NJ 1995.
9. ↑  Ralph A. Saporito et al.: Sex-Related Differences in Alkaloid Chemical Defenses of the Dendrobatid Frog Oophaga pumilio from Cayo Nancy, Bocas del Toro, Panama⊥. In: Journal of Natural Products. Band 73, Nr. 3, 2009, S. 317–321. doi:10.1021/np900702d.
10. ↑  https://www.iucnredlist.org/search?query=Oophaga%20pumilio&searchType=species IUCN Redlist Eintrag
11. ↑  M. A. Donnelly: Reproductive phenology and age structure of Dendrobates pumilio in northeastern Costa Rica. In: Journal of Herpetology. Band 23, 1989, S. 362–367.
12. ↑  C. W. Myers, J. W. Daly, V. Martinez: An arboreal poison frog (Dendrobates) from western Panama. In: American Museum Novitates. Band 2783, 1984, S. 1–20.
13. 1 2  
A. Haase, H. Prohl: Female activity patterns and aggressiveness in the strawberry poison frog Dendrobates pumilio (Anura: Dendrobatidae). In: Amphibia-Reptilia. Band 23, 2002, S. 129–140.
14. ↑  S. Limerick: Courtship behavior and ovipo- sition of the poison-arrow frog Dendrobates pumilio. In: Herpetologica. Band 36, 1980, S. 69–71.
15. ↑  J. Stynoski, Y. Torres-Mendoza et al. (2014): Evidence of maternal provisioning of alkaloid-based chemical defenses in the strawberry poison frog Oophaga pumilio. Ecology, 95(3), 587–593, doi:10.1890/13-0927.1
16. ↑  H. Prohl, Walter Hödl: Parental investment, potential reproductive rates, and mating system in the strawberry dart-poison frog, Dendrobates pumilio. In: Behavioral Ecological Sociobiology. Band 46, 1999, S. 215–220.
17. ↑  J. Stynoski, Y. Torres-Mendoza et al. (2014): Evidence of maternal provisioning of alkaloid-based chemical defenses in the strawberry poison frog Oophaga pumilio. Ecology, 95(3), 587–593, doi:10.1890/13-0927.1
18. ↑  K. Summers, L. A. Weigt, P. Boag, E. Bermingham: The evolution of female parental care in poison frogs of the genus Dendrobates: Evidence from mitochondrial DNA sequences. In: Herpetologica. Band 55, Nr. 2, 1999, S. 254–270.